# Tart-l’Abbaye
Tart-l’Abbaye korábbi község (település) Franciaországban, Côte-d’Or megyében. 2019. január 1-jén Tart-le-Haut községgel egyesült és Tart új község része lett.
Lakosainak száma 208 fő (2018. január 1.). Tart-l’Abbaye Tart-le-Bas, Montot, Trouhans, Brazey-en-Plaine, Pluvet, Tart-le-Haut és Tréclun községekkel határos.

## Népesség
A település népessége az elmúlt években az alábbi módon változott:
| Lakosok száma | 101  | 99   | 147  | 222  | 234  | 229  | 216  | 197  | 202  | 208  |
|               | 1968 | 1975 | 1982 | 1999 | 2006 | 2011 | 2013 | 2016 | 2017 | 2018 |